# Kalna
Kalna è una suddivisione dell'India, classificata come municipality, di 52.176 abitanti, situata nel distretto di Bardhaman, nello stato federato del Bengala Occidentale. In base al numero di abitanti la città rientra nella classe II (da 50.000 a 99.999 persone).

## Geografia fisica
La città è situata a 23° 13' 0 N e 88° 22' 0 E e ha un'altitudine di 10 m s.l.m..

## Società

### Evoluzione demografica
Al censimento del 2001 la popolazione di Kalna assommava a 52.176 persone, delle quali 26.669 maschi e 25.507 femmine. I bambini di età inferiore o uguale ai sei anni assommavano a 4.905, dei quali 2.484 maschi e 2.421 femmine. Infine, coloro che erano in grado di saper almeno leggere e scrivere erano 40.416, dei quali 21.981 maschi e 18.435 femmine.